# Szczebrzeszyn
Szczebrzeszyn – miasto w Polsce w województwie lubelskim, w powiecie zamojskim, siedziba gminy Szczebrzeszyn, nad rzeką Wieprz. Według danych GUS z 31 grudnia 2019 r. Szczebrzeszyn liczył 4964 mieszkańców.
Przez miasto przebiega droga krajowa nr 74
Położony jest w historycznej ziemi chełmskiej. Niegdyś gród obronny na trakcie kijowskim. Prywatne miasto szlacheckie lokowane w 1352 roku położone było w XVI wieku w województwie ruskim.
W latach 1975–1998 miasto administracyjnie należało do województwa zamojskiego.
Szczebrzeszyn posiada prawa miejskie od 1352 roku (nadane przez Kazimierza Wielkiego); w czasie reformacji miasto było ośrodkiem kalwińskim. Ścierały się tutaj różne kultury i religie: katolicy, żydzi, kalwini, bracia polscy. O przeszłości świadczą pozostałe budowle: barokowy przyklasztorny kościół św. Katarzyny, cerkiew o charakterze obronnym z XV wieku, synagoga. Obrazu dopełnia jeden z najstarszych żydowskich cmentarzy – kirkut z zachowanymi macewami.
Ze Szczebrzeszyna pochodzi polski historyk sztuki, profesor nauk humanistycznych – Piotr Krasny.
Z Michalowa k. Szczebrzeszyna wywodzi się ród Kaczorowskich – matki Karola Wojtyły, papieża Jana Pawła II.
Miasto to znane jest m.in. z wiersza Jana Brzechwy ze słowami „W Szczebrzeszynie chrząszcz brzmi w trzcinie i Szczebrzeszyn z tego słynie”, dlatego umieszczono tu drewniany pomnik świerszcza grającego na skrzypcach przy malowniczym źródełku. W całym mieście jest kilka pomników świerszczy, m.in. przed Ratuszem.
W mieście od 2015 r. odbywa się Festiwal Stolica Języka Polskiego organizowany latem przez Fundację Sztuki Kreatywna Przestrzeń.

## Historia
Badania naukowe stwierdzają, że pierwsi mieszkańcy dzisiejszego Szczebrzeszyna osiedlili się na wzgórzu zamkowym około 5 tysięcy lat temu. Był to neolityczny lud rolniczy kultury pucharów lejkowatych. Położenie grodu na skrzyżowaniu szlaku bursztynowego oraz trasy między Kijowem a Krakowem stwarzało szansę dynamicznego rozwoju. Takie usytuowanie miasteczka miało również swoje złe strony: właśnie tędy szły na Polskę najazdy Turków, Tatarów, Kozaków i innych nieprzyjaciół, którzy niszczyli miasto. Szczebrzeszyn pełnił ważną rolę gospodarczą, kulturalną i oświatową. Był też ośrodkiem ruchu niepodległościowego i walk z zaborcą.

### X wiek
Z X wieku pochodzą odkryte na terenie wzgórza zamkowego chaty z kamiennym piecem, cmentarzysko szkieletowe, jama do przechowywania zboża. Wzgórze zamkowe było dogodnym miejscem kontroli brodu przez rzekę Wieprz, dlatego w czasach państwa Piastów zbudowano gród obronny, którego ślady odnaleziono podczas wykopalisk archeologicznych.

### XI wiek
Nazwy sąsiednich wsi spotyka się już w XI-wiecznej ruskiej kronice Nestora. Sugeruje to, że Szczebrzeszyn już również istniał, tym bardziej że leżał on na skrzyżowaniu dwóch ważnych szlaków handlowych: szlaku bursztynowego znad Bałtyku na południe oraz szlaku z Kijowa na zachód Europy. Po oderwaniu od Polski w 1030 roku Bełza przez Jarosława Mądrego, gród w Szczebrzeszynie stał się warownią strzegącą polskiej granicy.

### XII wiek
Pod koniec XII wieku wybudowano romański kościół. W wyniku przeprowadzonych prac archeologicznych na terenie dzisiejszej cerkwi prawosławnej odsłonięto fundamenty pierwotnej absydy, które stanowią relikty pierwotnej świątyni. Dotychczasowe ustalenia pozwalają określić czas powstania budowli na XII lub początek XII wieku, odkryto bowiem zarys romańskiej świątyni małopolskiej.

### XIII wiek
W 1244 roku polski gród w Szczebrzeszynie został spalony przez ruskich książąt Daniela Romanowicza i Wasylka Romanowicza.

### XIV wiek
Szczebrzeszyn po raz pierwszy pojawił się w źródłach historycznych, już jako miasto, w roku 1352 w akcie króla Kazimierza Wielkiego wystawionym „prope Szczebreszyno opido ruthenicali” (koło miasta ruskiego Szczebrzeszyn), Szczebrzeszyn był zatem miastem już przed wyprawą Kazimierza Wielkiego na Ruś. W 1340 roku Kazimierz Wielki zajął Szczebrzeszyn, oddając go w lenno Jerzemu Narymuntowiczowi. Po śmierci króla miasto znalazło się we władaniu Władysława Opolczyka, zaś po jego ustąpieniu z Rusi w 1378 roku zostało nadane przez Ludwika Węgierskiego Dymitrowi z Goraja. Nadanie potwierdził następnie król Władysław Jagiełło w 1398 roku”. Najprawdopodobniej w miejscowości znajdowała się cerkiew prawosławna.
„Za panowania Ludwika Węgierskiego olbrzymia część ziemi chełmskiej z rozległymi dobrami szczebrzeszyńskimi i turobińskimi były własnością Dymitra z Goraja, którego król Władysław Jagiełło obdarzył jako swego podskarbiego koronnego wręcz wyjątkowymi przywilejami. Mianował go zwierzchnikiem całej szlachty zamieszkałej dookoła Szczebrzeszyna stwarzając coś w rodzaju księstwa udzielnego. „Pan Szczebrzeszyński” miał ogromną władzę – w czasie wojny prowadził na wyprawę pod swoją chorągwią całą okoliczną szlachtę, w czasie pokoju sprawował nad nią sądy w swoim grodzie stołecznym Szczebrzeszynie, przyjmował tu na zamku hołdy poddańcze od tejże szlachty, przy czym hojną ręką obdarowywał ją ziemią, której sam miał pod dostatkiem. Jest to jedyny w Polsce wypadek istnienia udzielnego księstwa o ustroju feudalnym”.
„Nie ustalono dotąd pewnej daty nadania Szczebrzeszynowi prawa magdeburskiego. Większość historyków przyjmuje rok 1388 nie podając jednak źródeł. Wydaje się, że Szczebrzeszyn mógł otrzymać prawo magdeburskie od Władysława Opolczyka przed rokiem 1378”.
W 1394 lub 1397 roku Dymitr z Goraja ufundował kościół drewniany. Parafia w Szczebrzeszynie była bardzo rozległa i obejmowała znaczną część ówczesnego powiatu szczebrzeszyńskiego, wywierając znaczny wpływ na życie religijne całego regionu.
„Drugim kościołem w Szczebrzeszynie jest kościół Franciszkanów pod wezwaniem Świętej Trójcy, wraz z klasztorem, fundowany prawdopodobnie przez Dymitr z Goraja w 1398 roku, gdy przebywał tu arcybiskup halicki Jakub Strepa, franciszkanin, wraz z generalnym wikariuszem Braci Mniejszych Leonardem”.
Po starannym przygotowaniu północno-zachodniej części wzgórza zbudowano zamek w postaci wieży mieszkalno-obronnej, która strzegła przeprawy na Wieprzu. Zamek broniony był przez usypany od strony zachodniej wał ziemny licowany kamieniem. Nasyp ziemny wału dodatkowo wzmocniony został wysokim częstokołem, który bronił dojścia od strony suchej fosy. Wjazd do zamku zlokalizowano w północno-wschodniej części wzgórza, gdzie zbudowana została solidna brama.

### XVI wiek

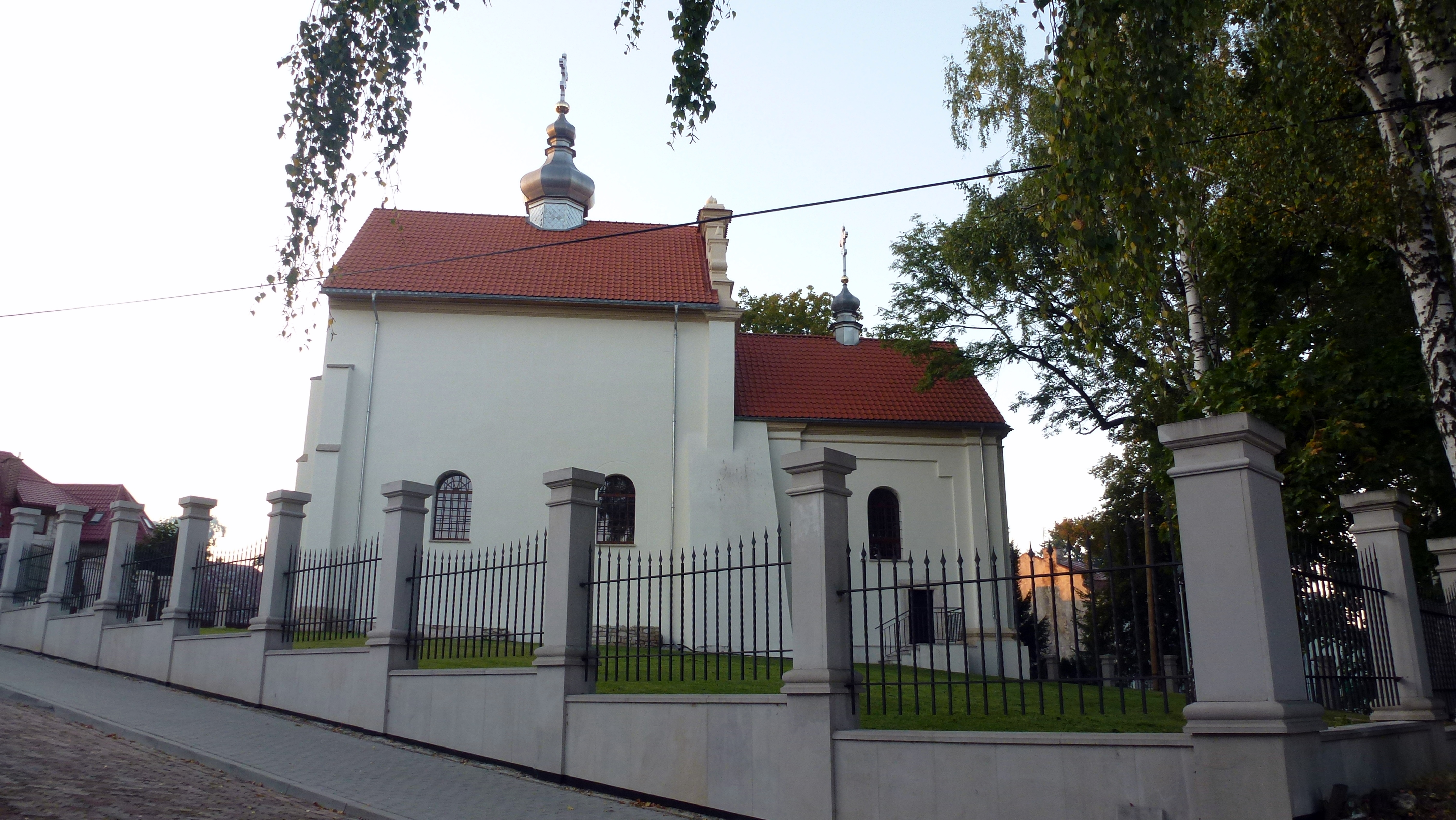
Cerkiew Zaśnięcia Bogurodzicy

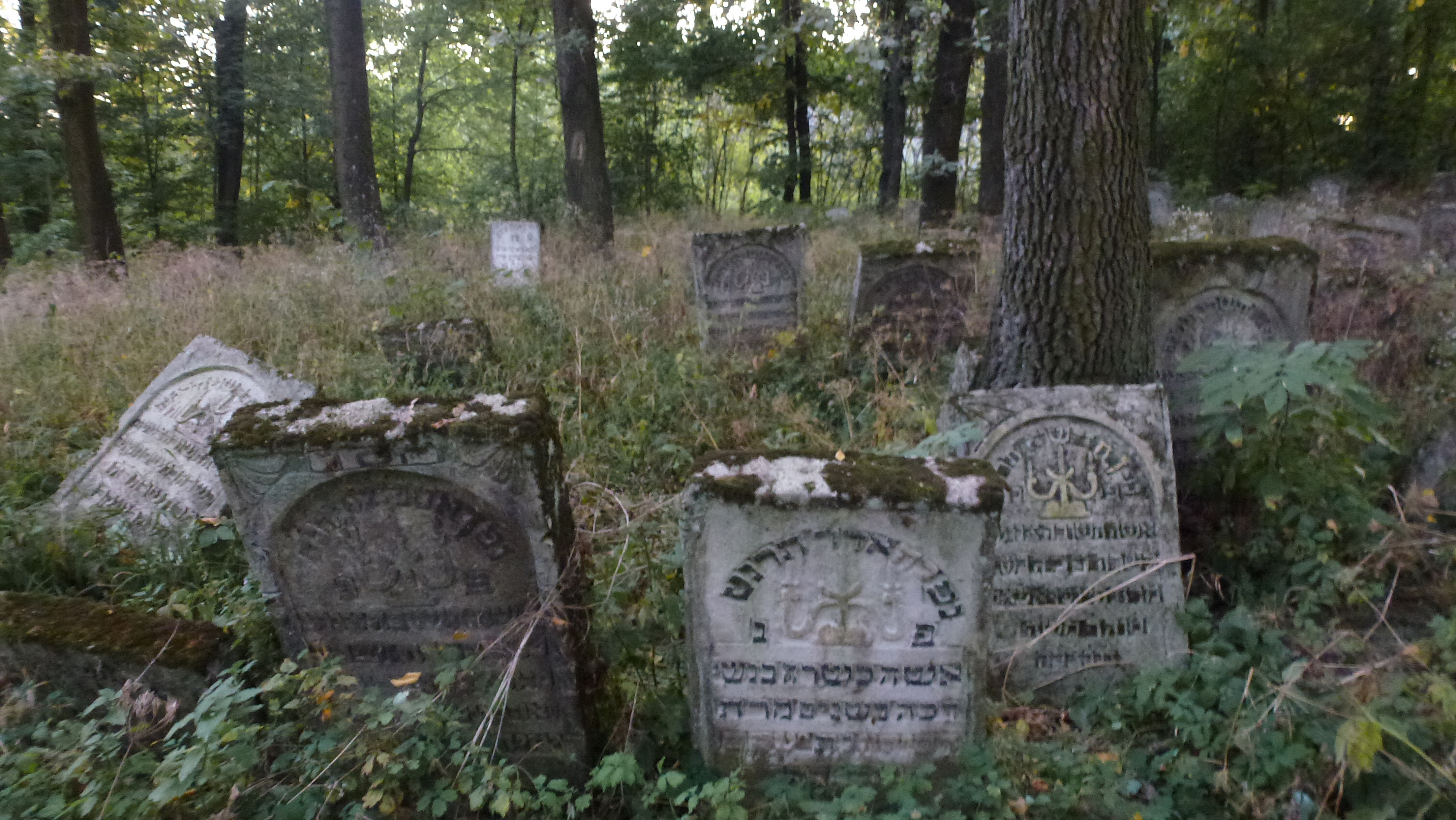
Cmentarz żydowski

Najstarsza wzmianka o Żydach w Szczebrzeszynie pochodzi z 1507 roku i mówi o tym, że gmina opłaciła roczny podatek w wysokości 25 złotych.
Od 1530 roku kupcy żydowscy ze Szczebrzeszyna rejestrowani byli w komorach celnych w Lublinie oraz na szlaku wodnym do Gdańska.
W 1563 roku podatek pogłówny opłaciło 199 Żydów, a w 1564 – 90. W roku 1560 zakończyła się przebudowa cerkwi pod wezwaniem Zaśnięcia Matki Bożej. W 1570 roku Andrzej Górka przejął drewniany kościół św. Mikołaja na zbór kalwiński. Przy zborze funkcjonowała szkoła.
W roku 1583 wielki pożar miasta. Spłonął zamek, cerkiew oraz kościół drewniany. W roku 1584 dokumenty potwierdziły wybudowanie drewnianej synagogi. W tym samym roku ówczesny właściciel miasta, Jan Czarnowski, oficjalnie wyznaczył miejsce na cmentarz żydowski.
„W 1593 roku Szczebrzeszyn przeszedł do Czarnowskich z długami na rzecz Marcina Leśniowolskiego. Z okazji zadłużenia dóbr skorzystał Jan Zamoyski i pozaprawnymi działaniami wszedł w tym samym roku w posiadanie włości szczebrzeszyńskich. Po dwuletnim procesowaniu się, w 1595 roku stał się ostatecznie właścicielem Szczebrzeszyna i od razu włączył go do ordynacji”.
Po unii brzeskiej w 1596 roku parafia szczebrzeszyńska przyjęła unię, a miejscowa cerkiew stała się siedzibą parafii unickiej.

### XVII wiek

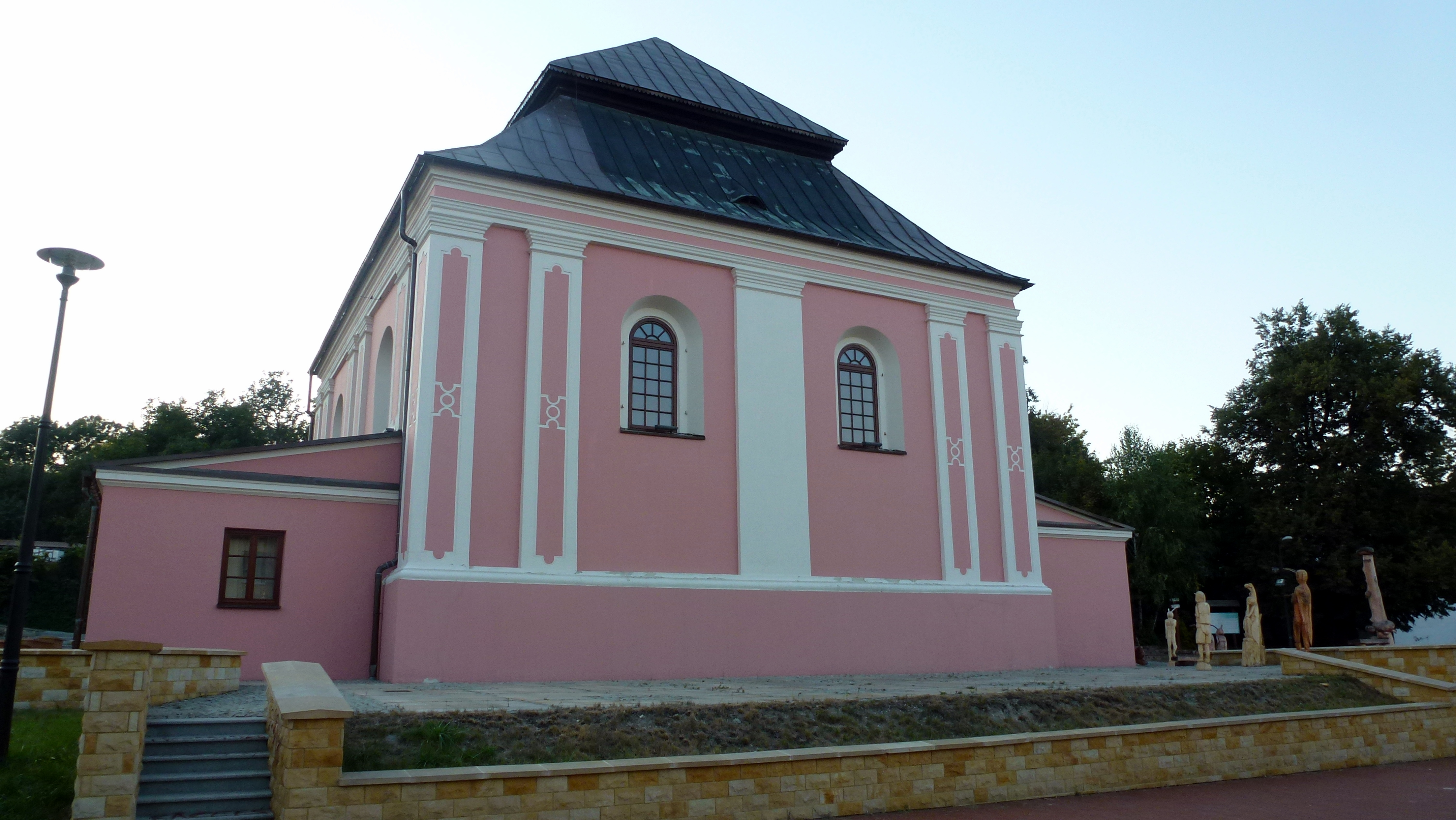
Renesansowa Synagoga w Szczebrzeszynie

W latach 1610–1620, pierwszy dziekan i zarazem proboszcz szczebrzeszyński, ksiądz Mikołaj Kiślicki – prałat lwowski i oficjał chełmski w miejscu zniszczonego kościoła drewnianego własnym nakładem wystawił kościół murowany, ale jeszcze bez wieży, którą do pół wysokości wymurował w 1622 roku ks. Starnigiel. Świątynia w 1620 roku została konsekrowana pod wezwaniem św. Mikołaja przez Jerzego Zamoyskiego, biskupa chełmskiego.
„Najdawniejsza zabudowa Szczebrzeszyna była drewniana. Jedynymi budowlami murowanymi w XVII wieku były: zamek, a właściwie dom wzniesiony na jego miejscu, dwa kościoły, kaplica, cerkiew i synagoga”.
Z przełomu XVI i XVII w. oraz z II poł. XVII w. pochodzi polichromia w cerkwi unickiej. Odsłonięta w części na ścianie północnej przedstawia scenę Apokalipsy według św. Jana. Polichromia występująca na ścianach wschodniej i południowej przedstawia kuszenie Chrystusa.
W latach 1620–1638 z fundacji Tomasza i Katarzyny Zamoyskich na miejscu dawnego kościoła Świętej Trójcy wzniesiono kościół murowany, a przy nim klasztor.
Miasto pustoszone przez Kozaków (1648), Szwedów (1656) oraz Turków i Tatarów (1672).
W roku 1644 Tatarzy spalili kościół św. Mikołaja (pozostały same mury). W latach 1648–1649 Powstanie Chmielnickiego: spalenie synagogi. Wydarzenia te opisał i wydał drukiem w 1650 roku Meir ben Szmuel. W roku 1659 Jan Zamoyski zezwolił na wybudowanie nowej synagogi w miejscu zniszczonej świątyni. Została zbudowana w stylu renesansowym z fryzem arkadowym, nakryta łamanym dachem polskim. W roku 1668 nastąpiła konsekracja odbudowanego kościoła św. Mikołaja. W 1672 roku Jan Sobieski zawiązał tutaj konfederację wojsk koronnych, tzw. konfederację szczebrzeszyńską.

### XVIII wiek
W roku 1701 odbyła się sesja Sejmu Czterech Ziem (Waad). W 1765 roku w Szczebrzeszynie zamieszkiwało 444 Żydów. W 1783 roku klasztor św. Katarzyny przekształcono w szpital, gdzie pracowały siostry miłosierdzia.

### XIX wiek
Po 1808 roku nastąpiła rozbudowa cerkwi z fundacji Stanisława Kostki Zamoyskiego. Fasada z elementami neogotyckimi. Jest to jeden z pierwszych przypadków zastosowania neogotyku w polskim budownictwie sakralnym.
W 1811 roku Stanisław Zamoyski założył w Szczebrzeszynie Szkołę Wojewódzką, dla której wzniósł okazałe gmachy. W 1812 roku konwent franciszkański uległ kasacie, klasztor przy kościele Św. Trójcy przekazano szarytkom i urządzono w nim szpital. W roku 1815 populacja żydowska liczyła 31% ludności miasta (1083 osoby), w 1827 roku 38% (1605 osób), a w 1897 roku 42% (2644 osoby).
1 lutego 1833 roku urodziła się babka Isaaka Bashevisa Singera, pisarza, laureata Nagrody Nobla – Tema Blima Szejner. W roku 1840 nastąpiła rozpoczęto budowę ratusza z wykorzystaniem materiału budowlanego uzyskanego z rozbiórki Bramy Zamojskiej. Ratusz postawiono w miejscu starego, zniszczonego, który był siedzibą władz miejskich, oraz spełniał rolę poczty i powozowni.
W roku 1875 na skutek likwidacji unickiej diecezji chełmskiej cerkiew unicka została zmieniona na świątynię prawosławną.
W 1883 roku kościół Świętej Trójcy zamieniony został na cerkiew prawosławną, usunięto siostry szarytki, a na ich miejsce sprowadzono prawosławne mniszki.
Drewniana zabudowa miasta przy ulicach poza rynkiem nie różniła się w zasadzie od bogatszych chałup wiejskich, Szczebrzeszyn bowiem od początku poza funkcją ośrodka administracyjnego miał charakter rolniczo-handlowy. W 1860 roku było tu 230 rolników, a do miasta należało 3604 morgów gruntu. W XIX wieku miasto było ważnym ośrodkiem ruchu niepodległościowego. Pod koniec XX w. Szczebrzeszyn stał się ważnym ośrodkiem chasydyzmu. W latach 80. XIX w. osiadł tu cadyk z Jaworowa – Elimelech Hurwicz.

### XX wiek

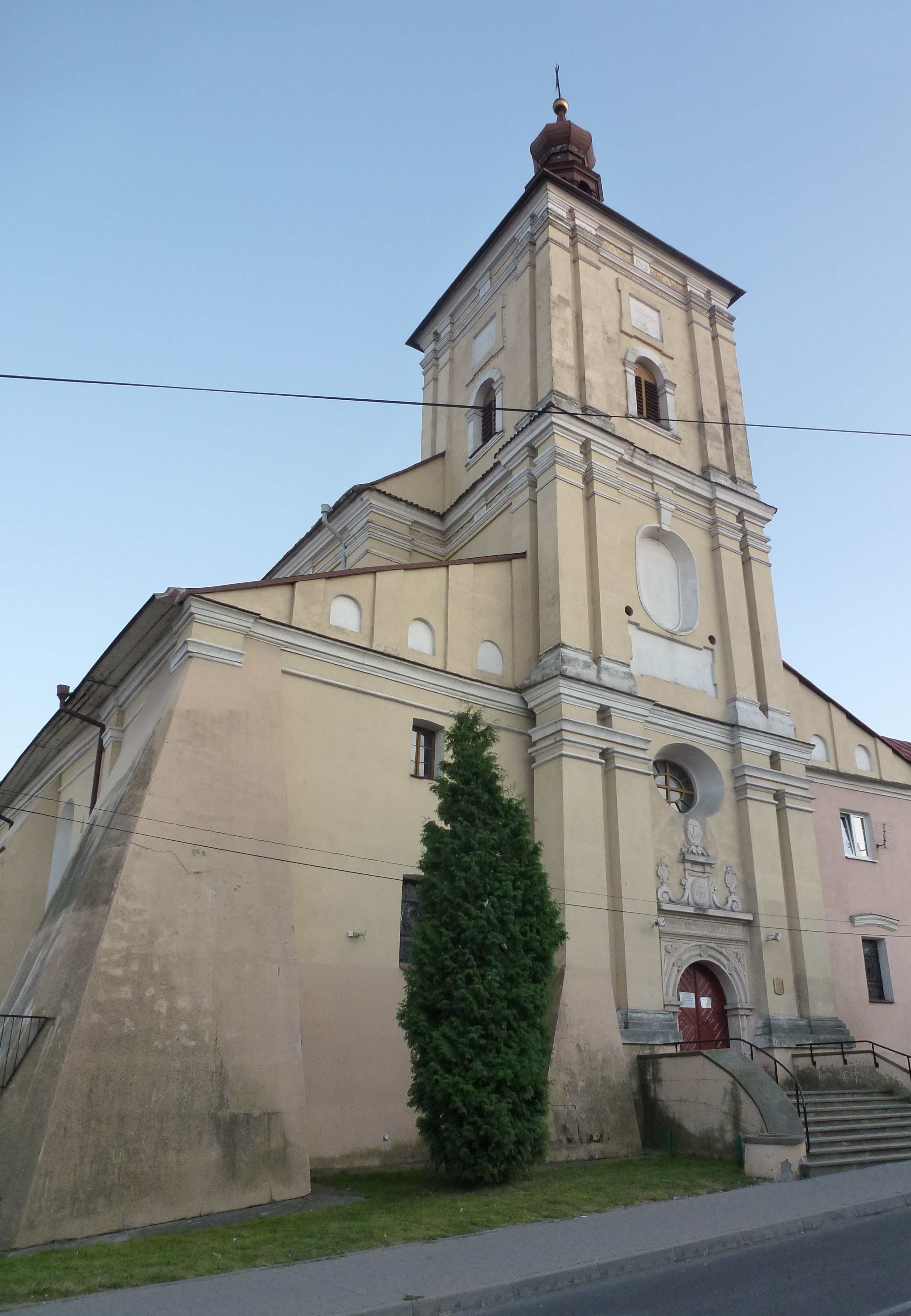
Kościół parafialny św. Katarzyny

W 1905 roku w Szczebrzeszynie powstała jednostka OSP – obecnie jedna z najstarszych jednostek w powiecie zamojskim, zrzeszona w Związku Ochotniczych Straży Pożarnych RP.
W roku 1915 nastąpiło zajęcie na dłuższy czas Szczebrzeszyna przez Austrię i otwarcie Wyższej Szkoły Ludowej im. Hetmana Zamoyskiego. W maju 1916 roku austriackie władze okupacyjne obsadziły w Szczebrzeszynie komisarza, który administrował miastem do 16 kwietnia 1917 roku, kiedy powstała Rada Miejska. W 1917 roku kościół Św. Trójcy rekoncyliowano pod wezwaniem św. Katarzyny, w klasztorze pozostał nadal szpital, kierowany w latach międzywojennych przez znanego lekarza i historyka doktora Zygmunta Klukowskiego.
Pod koniec lat 20. XX w. niektóre ulice zostały wybrukowane kamieniami, bądź cegłami. Oświetlono je lampami naftowo-karbidowymi. W 1928 roku zniszczono z inicjatywy władz miejskich zabytkowe drewniane podcienia wokół rynku. W tym czasie pojawił się też w mieście pierwszy samochód prywatny. Na początku lat 30. przeprowadzono wśród miejscowej społeczności akcję antyżydowską domagając się zwolnienia z pracy 3 żydowskich nauczycielek. W rezultacie żądań komitetu rodziców inspektorat szkolny przeniósł dwie z nich do innych szkół. W latach 30. XX w. miasto zelektryfikowano, w początkowym etapie czerpiąc prąd z prymitywnego źródła jakim był młyn wodny Perety (dopiero w 1936 roku prąd zaczął być dostarczany stabilnie linią z Zamościa). Początek lat 30. dla miasteczka nie był obiecujący. Dr Klukowski tak opisywał jego stan: „Szczebrzeszyn jak zwykle wegetował. Zarżnięty finansowo, na razie nie miał widoku rozwoju. Nic tu ludzi nie przyciągało, przeciwnie – kto mógł z inteligencji, starał się rychło wyrwać stąd do większego miasta. Rada Miejska nic z siebie nie dawała, była bezużyteczna, do pracy niezdolna”. W latach 1934–1935 Aleksander Waligóra otworzył w Brodach Małych Fabrykę Kalafonii i Terpentyny ALWA. W roku 1938 władze polskie przeznaczyły cerkiew do likwidacji w ramach akcji polonizacji, jednak na skutek protestów mieszkańców rozbiórkę wstrzymano i cerkiew pozostawiono w stanie zdewastowanym.
- Rok 1939
  - 6 września – lotnictwo niemieckie zbombardowało fabrykę ALW
  - 9 września – bombardowanie miasta
  - 13 września – po silnym ostrzale artyleryjskim Niemcy zajęli Szczebrzeszyn
  - 27 września – na podstawie układu Ribbentrop-Mołotow do miasta wkroczyły wojska sowieckie; władzę przejęli komuniści
  - 8 października – Niemcy ponownie zajęli Szczebrzeszyn
  - 22 października – pierwszy większy przypadek prześladowania ludności żydowskiej. Rozbijanie i rabowanie sklepów, wartościowego mienia, plądrowanie domów, bicie Żydów.
  - listopad – spalenie synagogi i okolicznych domów żydowskich. Niemcy zakazali gasić pożaru.
  - grudzień – zarządzenie władz niemieckich zobowiązujące Żydów do noszenia białych opasek z żółtą gwiazdą Dawida i brania udziału w przymusowych robotach na rzecz hitlerowskich Niemiec.
- Rok 1940
  - marzec – rejestracja Żydów w wieku od 12 do 60 lat.
  - kwiecień – pierwsze aresztowania Polaków.
- Rok 1942
  - Wielkanoc – Niemcy przekazali rzymskokatolicki kościół św. Katarzyny niewielkiej grupce wyznawców prawosławia, najprawdopodobniej w celu skłócenia społeczeństwa miasta.
  - Do końca listopada 1942 r. z miasta wywieziono (głównie do obozu zagłady w Bełżcu) ponad 900 Żydów, a około 3500 zabito w domach, na ulicy i miejscach kaźni na kirkucie i żwirowni na Szperówce.
- Rok 1943
  - zamknięcie kościoła św. Mikołaja. Od tego czasu jedynym miejscem, gdzie odprawiano msze katolickie, był położony na cmentarzu kościółek św. Leonarda.
  - 10 lipca – wysiedlenie Polaków ze Szczebrzeszyna i okolicznych wsi (Bodaczów, Deszkowice, Rozłopy, Sułów i inne). Wysiedlenia poprzedzały aresztowania mężczyzn, w sumie 1500 osób, których umieszczono najpierw w obozie przejściowym w Zwierzyńcu, skąd większość wywieziono na roboty do Niemiec lub do obozów koncentracyjnych.
  - 21 lipca – wywózka wszystkich Ukraińców ze Szczebrzeszyna i okolic do Tarnogrodu. Po tym miasto opustoszało: do tego czasu zakończyła się już praktycznie akcja eksterminacji Żydów; pozostali tylko nieliczni, ukrywający się u polskich rodzin na wsi. Rozpoczęło się osiedlanie kolonistów niemieckich i germanizacja terenu.
- Rok 1944
  - 26 lipca – w nocy, ostatni Niemcy wysadzili most na Wieprzu. Po nich do miasta wszedł zwiad radziecki, a wkrótce potem oddziały 9. pułku AK dowodzone przez „Podkowę” i „Wacława”.
- Lata 1955–1965 – odbudowa synagogi
- 14 października 1967 – uroczyste otwarcie Izby Pamiątek w Szczebrzeszynie. Udział wziął m.in. ówczesny minister kultury i sztuki Lucjan Motyka. Zgromadzono wiele cennych eksponatów z wielowiekowej historii miasta i okolic (w późniejszym okresie zlikwidowana)
- 6 sierpnia 1991 – wmurowanie tablicy pamiątkowej i pomnika na cmentarzu żydowskim przez Izraelskie Towarzystwo Żydów Szczebrzeszyńskich.

## Zabytki

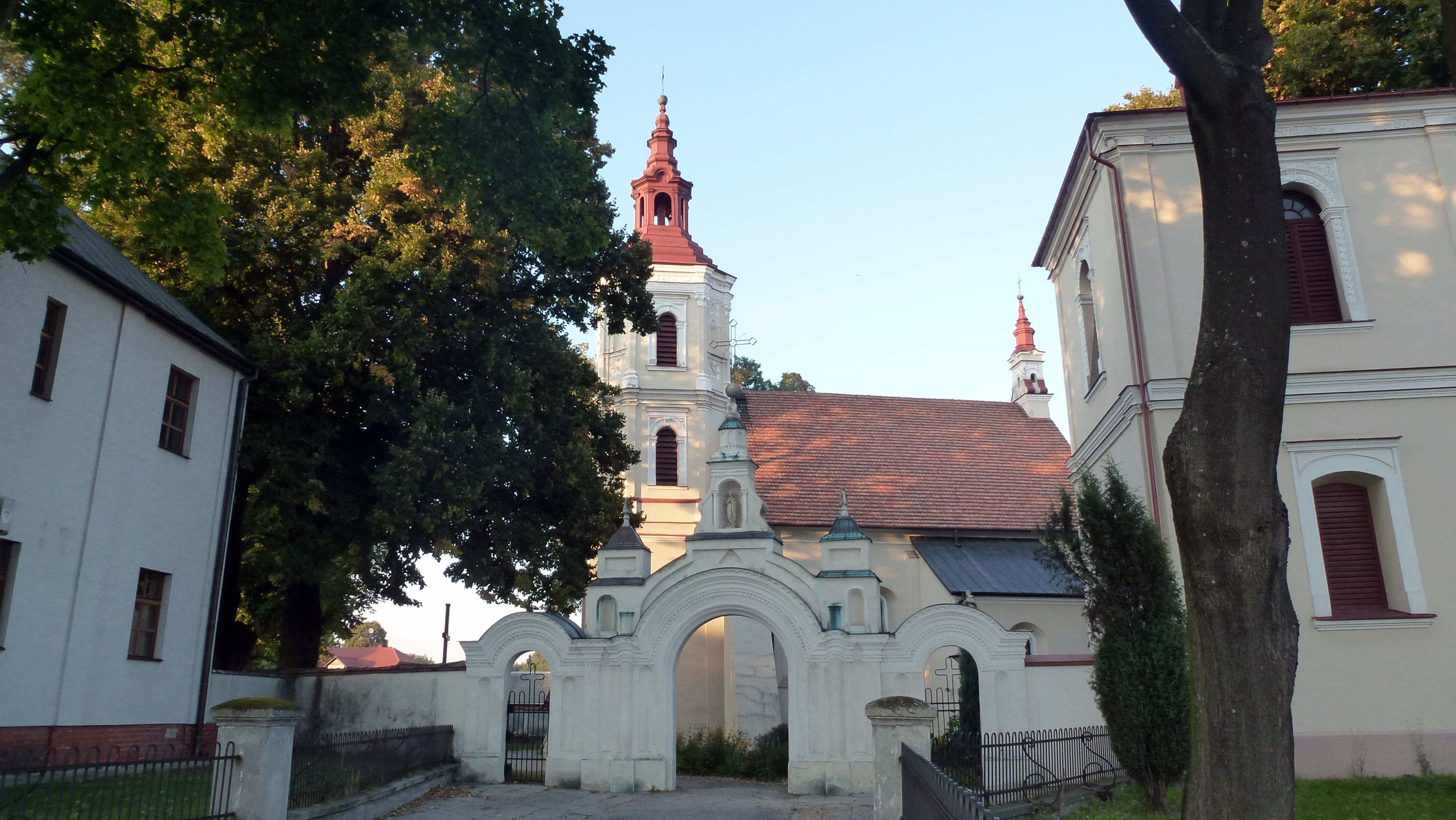
Kościół parafialny św. Mikołaja

- Szczebrzeszyn – układ urbanistyczny[22]
- zespół kościoła par. pw. św. Mikołaja, XVII–XIX:
  - kościół parafialny św. Mikołaja z XVII wieku w stylu barokowym
  - dzwonnica (z kaplicą grobową), figura NMP,
- cmentarz przykościelny,
  - ogrodzenie z bramką[23]
- cerkiew greckokatolicka, cmentarz cerkiewny ul. Sądowa 4, 1560, XVII, XIX w.[24]
- synagoga z XVII w., ul. Sądowa 5, pocz. XVII[25]
- zespół klasztorny franciszkanów, XVII–XIX w.[26]
  - kościół św. Katarzyny parafialny, z XVII wieku w stylu barokowym[27]
  - klasztor franciszkanów z XVII–XIX w., obecnie szpital, ogród, ogrodzenie ogrodu
- cmentarz żydowski, XVI–XX[28]
- ruiny zamku z XIV w.[29] – ruiny wieży zamkowej z drugiej połowy XIV w., przebudowanej w XVI w. Początki zamku łączy się z Dymitrem z Goraja. Po ślubie z jego córką, zamek w latach 1462–1515 należał do wojewody Jana Tarnowskiego. W 1507 roku na zamku odbył się sejmik ziemi chełmskiej. W 1515 r. zamek objęli Kurozwęccy i Kmitowie, a w 1555 r. dekretem sejmowym przejęli go wielkopolscy Górkowie. W 1583 roku zamek spaliła okoliczna szlachta. W 1593 r. od spadkobierców Górków odkupił zamek hetman Jan Zamoyski. Głównym budynkiem zamku była kamienna czworoboczna wieża o trzech kondygnacjach z renesansową dekoracją i boniowanymi narożami, którą dawniej otaczały drewniane zabudowania gospodarcze oraz palisada[30][31]. Obecnie jest to teren prywatny.
- cmentarz rzym.-kat. (wielowyznaniowy), XVI–XX, kaplica pw. św. Leonarda z 1908[32]
- dom dyrektora cukrowni „Klemensów”, ul. Słodka 1, XIX/XX w.[33] w którym obecnie znajduje się Restauracja Klemens oraz Muzeum Skarbów Ziemi i Morza.
- zespół szkoły, obecnie Liceum Ogólnokształcące: budynek główny, 4 oficyny, ogród i dziedziniec, ul. Zamojska 70, 1819-22[34][35]

## Demografia

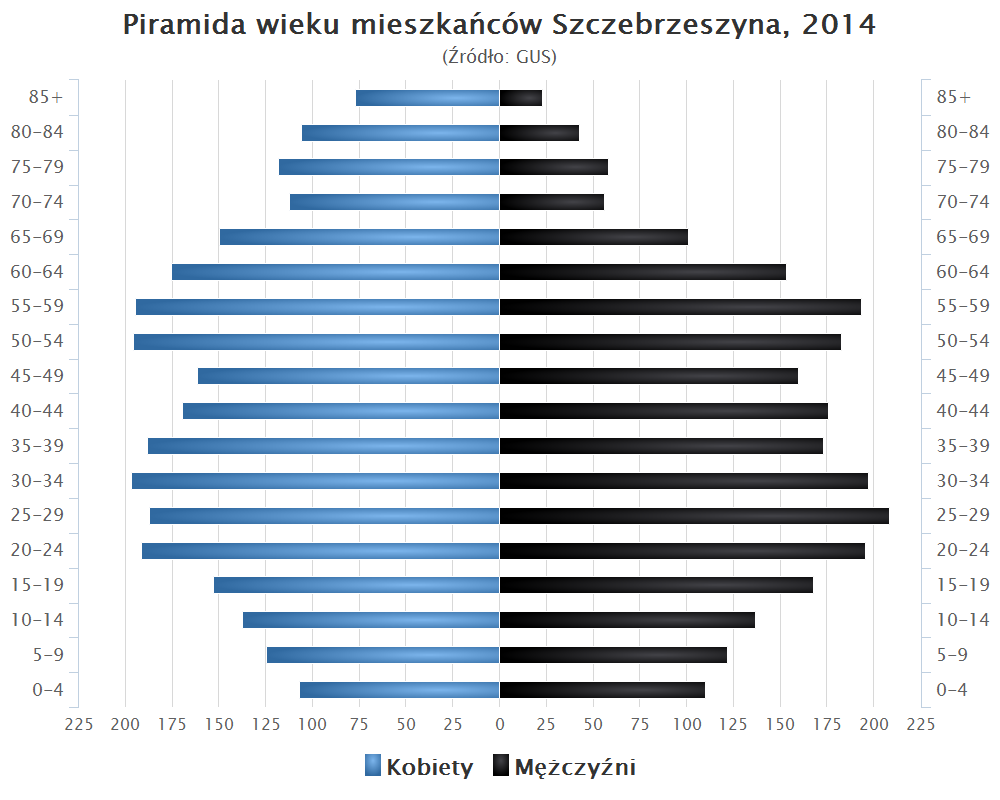
Piramida wieku mieszkańców Szczebrzeszyna w 2014 roku

## Atrakcje turystyczne
- Pomnik chrząszcza w Szczebrzeszynie
- Ratusz w Szczebrzeszynie
- Młyn wodny z pocz. XX w.
- Festiwal literacki Stolica Języka Polskiego organizowany co roku w sierpniu przez Piotra Dudę i Tomasza Pańczyka. Kilkadziesiąt tysięcy ludzi z całego kraju przyjeżdża by obcować z najwybitniejszymi pisarzami, aktorami i muzykami. Twórcy Festiwalu wielokrotnie nagradzani przez władze i instytucje lokalne i ogólnopolskie.
- Wieża widokowa na Wzgórzu Zamkowym w Szczebrzeszynie[37]

Szlaki turystyczne
- Szlak Renesansu Lubelskiego

## Sport

### ASPN Roztocze Szczebrzeszyn
W Szczebrzeszynie funkcjonuje Autonomiczna Sekcja Piłki Nożnej Roztocze Szczebrzeszyn – amatorski klub piłkarski, założony w 1925 roku. Obecnie (sezon 2023/2024) drużyna seniorów gra w klasie A, gr. Zamość. Roztocze rozgrywa mecze na Stadionie Piłkarskiego Klubu „ASPN Roztocze Szczebrzeszyn” w Szczebrzeszynie, o pojemności 660 widzów, znajdującym się przy ul. Szkolnej 4.